# Syringammina fragilissima
Espèce
Syringammina fragilissima est une espèce de foraminifères piézophiles que l'on trouve au large des côtes de l'Écosse, près de Rockall. C'est le premier foraminifère à être décrit, après avoir été découvert en 1882 par l'océanographe John Murray.
La cellule se développe en une centaine de tubes connectés entre eux par des sécrétions et un ciment organique, formant une structure dure appelée test. Celle-ci peut atteindre une vingtaine de centimètres de long, ce qui en fait, de loin, la plus grande structure construite par un organisme unicellulaire jamais répertoriée. Alors que le test croit, la cellule en abandonne une partie, qui est colonisée par d'autres organismes tels que des nématodes. Généralement la cellule a plusieurs noyaux.
On ne sait pas comment cet organisme se nourrit ni se reproduit.